# Grube Breitestein
Die Grube Breitestein ist ein Bergwerk bei Golmbach, Landkreis Holzminden im Weserbergland. Gewonnen wird Gips des Muschelkalks für das Knauf-Gipswerk in Stadtoldendorf. Betreiber ist das Unternehmen Knauf Gips. Die Temperatur im Bergwerk liegt konstant bei 14 °C. Abgebaut wird die etwa 2 bis 3 m mächtige Schicht im Kammerbau.